# Raión de Nairi
El raión de Kotayk es uno de los tres raiones que forman la provincia armenia de Kotayk. Se encuentra al oeste de la provincia, con una población a fecha de 12 de octubre de 2011 era de 57 969 habitantes.
Está formado por las siguientes localidades:
- Aragyugh 994
- Argel 2501
- Buzhakan 1546
- Getamej 698
- Kanakeravan 3071
- Karashamb 607
- Kasakh 5186
- Mrgashen 1933
- Nor Artamet 844
- Nor Geghi 5319
- Nor Hachen 9307
- Nor Yerznka 1628
- Proshyan 5147
- Saralanj 325
- Teghenik 471
- Yeghvard 11,672
- Zoravan 1241
- Zovuni 5479[1]